# Јован Дамјанић
Јован Дамјанић (мађ. Damjanics János; Стража или Стаза, 8. децембар 1804 — Арад, 6. октобар 1849) је био српски граничарски официр у Аустријском царству и генерал мађарске војске током Мађарске револуције 1848. Мађари га сматрају својим националним херојем, а Срби националним издајником. Међутим и Хрвати су га симпатисали, као "Ивана поручника".

## Биографија
Према неким изворима, Дамјанић је рођен у тадашњој Војној крајини, у месту Стаза, на Банији. Стаза је било место у Другој бановачкој крајишкој бригади, код Сиска. У армију је ступио као официр 61. пешадијске регименте (поручник) и избијањем револуције 1848. године је унапређен у чин мајора у трећој сегединској регименти (Honvédség). Иако је био православни Србин, био је веома привржен идејама мађарских револуционара и реформиста. Био је ожењен племкињом Емилијом - Милком Чарнојевић, сестром спахије и племића Чарнојевића "от Маче и Малог Оросина", са којом није имао порода. Сматра се да је под њеним утицајем, пришао Мађарима. Његов шурак, угледни мађарски племић Петар Чарнојевић, је такође био велики "мађарон", необично близак и веран до краја Лајошу Кошуту.

## Револуција
На почетку грађанског рата показао је симпатије према Мађарској политици. Тражило је зато ново мађарско министарство да им буде уступљен. У мађарској војсци брзо је напредовао, а због мржње и бруталности према непријатељу - Србима, називали су га "Србождер". Способност и храброст у борбама код Алибунара и Страже у револуцији из 1848. године су га довеле до унапређења у чин пуковника. Почетком 1849. године је постављен за команданта 3. мађарске армије и веома је брзо достигао репутацију најхрабријег у мађарској армији. Био је крупног стаса, снажан, лепог лица и обестан. Писац и савременик Игњатовић каже за њега: "Дамјанић је био Клебер мађарске револуције". Од 1849. године се као генерал прославио.
У марту 1849. године је уништио непријатељску бригаду у бици код Солнока, што је био његов највећи успех. После овог успеха је био изабран за члана мађарског националног савета, али је одбио ту част. Такође је одиграо главну улогу у напредовању мађарских револуционарних снага ка Будимпешти под вођством Артура Гергеја (Artúr Görgei).
Дамјанићева храброст и учешће у борбама код Хорта и Хатвана, такође и у крвавој бици код Ишасега су га претвориле у националног хероја. Ово му је потврдио Лајош Кошут лично, када му је у месту Геделеу (Gödöllő) пред читавим батаљоном предао свој шешир.
Дамјанић је бескомпромисно подржавао идеје Лајоша Кошута, и био је командант једне од три дивизија које су под командом Гергеља, у априлу 1849. године, ослободиле Вац. Свој врхунац у војној каријери је доживео када је победио у бици код места Нађшало (Nagysalló), које је довело до ослобођења тврђаве Коморан (Komárom).
Током ових борби десила му се незгода где је поломио ногу и то га је спречило да учествује у преломним биткама револуционарног рата, када су мађарске снаге биле принуђене по други пут да се повуку из главног града. После опоравка, прихватио је команду над мађарским снагама код Арадске тврђаве.
После битке код места Вилагош (Világos) и катастрофалног пораза предао се руским снагама. Од тада је постала позната његова изјава да ће тврђаву предати једној јединој чети Козака, али да ће је бранити до последње капи крви против Аустријске царске армије. Предао се руском генералу Димитрију Бутурлину, који га је после предао Аустријанцима који су га 6. октобра 1849. године обесили у Араду.
Године 1861. мађарске госпође су у Пешти основале хуманитарно друштво под именом "Pesti kör", чија је председница била удовица хонведског генерала, Милка Дамјанић.

## Контроверзе
Дамјанић је контроверзна историјска фигура. Мађари га сматрају националним херојем, дају имена улицама по њему, за њих је био један од 13 поштованих револуционарних вођа заједно са Кошутом и Гергејом и човек који се борио за нове револуционарне идеје. За Војвођанске Србе, пошто је био Србин пореклом, злотвор и издајица, јер је предводио мађарске снаге против Срба који су се борили за Српску Војводину против које су били Мађари, a на страни Хабзбурговаца, који су обећавали потврду статуса Српске Војводине. Тада је и добио надимак Љута гуја, српски издајица. Приписује му се да је једном приликом изјавио: „како ће убијати Србе док и последњег не буде убио, а онда ће убити и себе, јер ниједан Србин не треба да живи на кугли земаљској“.